# Hong10
김홍열(金洪烈, 1984년 12월 27일~)은 대한민국의 비보이이다. 홍텐(Hong10)이라는 이름으로 활동하며, 2023년 제19회 항저우 아시안게임 브레이킹 댄스 남자 은메달리스트이다.

## 생애
1984년 12월 27일 서울특별시에서 태어났다. 1998년 중학교 시절 친구의 권유로 브레이킹에 입문하게 되었으며, 2001년 세계 대회에 처음 진출하였다. 이후 드리프터스 (Drifters) 팀에 소속되어 2005년까지 열린 국제 비보잉 대회의 단체전과 개인전을 20여회 우승하였다.
2006년 11월 25일 세계 4대 비보이 대회 중 하나로 꼽히는 레드불 비시 원이 브라질에서 열린 가운데 한국인 최초로 우승을 차지하였다. 2007년 8월 15일 광복절 보신각 타종행사에 참여하는 33명 중 하나로 선정되었다.
2013년 11월 30일 서울특별시 잠실 실내체육관에서 열린 '레드불 비씨 원 2013 서울 월드파이널'에서 역대 우승자 자격으로 출전하여 개최국 출신 첫 우승자이자 역대 두번째 2회 우승자로 등극했다.
2015년 10월 12일 미국 필라델피아에서 열린 실버백 오픈 챔피언십에서 부천시 후원팀인 '진조크루'의 멤버 김헌준, 김헌우와 함께 출전해 최종 우승하였다. 이듬해 2016년 12월 5일 열린 '레드불 비씨 원 월드 파이널 2016'에서는 일본의 이세이 (Issei)에 이어 준우승을 거두었다.
2021년 1월 미국 텍사스주에서 열린 '브레이크 프리 월드와이드 2020'에서 '올해의 브레이커상', '올해의 퍼포먼스상', '올해의 배틀상' 등 개인 부문 3관왕을 차지하였다. 이후 2023년 10월 항저우 아시안게임에서 브레이킹 종목이 처음 채택되면서 첫 국가대표로 선발되었다. 이 대회 남자부 결승전에서 나카라이 시게유키 (시게킥스)에 패하며 은메달을 획득하였다.
2024년 8월 파리올림픽 브레이킹 비보이 종목에 대한민국 유일 선수로 출전하였으나, 첫 경기인 네덜란드의 레이라우 데미러 (Lee)에게 0-2로 졌다. 이후 프랑스의 가에탕 알린, 미국의 제프리 루이스와 맞붙었으나 8강전 조별리그에서 탈락하며 준결승에 진출하지 못했다.